# Лондонське бюро
Міжнародне бюро революційної соціалістичної єдності (більш відоме як Лондонське бюро) — міжнародна асоціація лівосоціалістичних партій, що діяла в 1932—1940 роках. Партії, що брали участь у цьому об'єднанні відкидали одночасно і реформізм соціал-демократичного Соціалістичного робітничого інтернаціоналу, і прорадянську орієнтацію сталіністського Комінтерну .

## Створення та діяльність
Бюро було створено на конференції Робітничого соціалістичного інтернаціоналу у Відні в липні 1931 року. Офіційно створення проголошено 1932 року. До 1939 штаб-квартира об'єднання була в Лондоні, потім — у Парижі . Починаючи з 1935 року в Лондоні видавався Revolutionary Socialist Bulletin (Революційний соціалістичний бюлетень).
Протягом свого існування, об'єднання мало різні назви, зокрема Міжнародний революційний марксистський центр, Лондонське бюро революційних соціалістичних партій. За аналогією з Віденським 2½ інтернаціоналом його також називали 3½ інтернаціоналом. Але переважно його називали просто Лондонським бюро.
У 1936 році в Брюсселі проходила міжнародна нарада Бюро, присвячена громадянській війні в Іспанії . На нараді було затверджено, що громадянська війна в Іспанії є полем битви міжнародного робітничого класу, а іспанська революція є важливим етапом світової соціалістичної революції. Перемога фашизму в Іспанії стала би прологом світової війни. Брюссельська нарада рішуче засудила політику, що згладжує класовий характер іспанської революції та обмежується захистом буржуазної демократії. Вона виступила на підтримку іспанських робітників, які здійснювали соціалістичні заходи у звільнених від фашизму районах і опанували основи управління економікою. На нараді було прийнято рішення провести в Барселоні міжнародний конгрес з метою вироблення спільної програми робітничих партій, незалежних від Другого та Третього інтернаціоналів, та створення нового, справді революційного та дієздатного Інтернаціоналу.
З Лондонським бюро підтримували зв'язок представники Міжнародної Лівої опозиції. Деякі партії, що входили до Бюро, підтримали заклик до створення Четвертого інтернаціоналу, підписавши т. зв. «Декларацію чотирьох» 1933 року. Цими партіями були: Соціалістична робітнича партія Німеччини (СРПГ), голландські Незалежна соціалістична партія (НСП) та Революційна соціалістична партія (РСП). Дві з них, СРПГ та НСП, надалі дистанціювалися від цього документа.

## Керівництво
- 1932—1939 голова Феннер Броквей (Fenner Brockway), Незалежна лейбористська партія
- 1939—1940 секретар Хуліан Горкін (Julian Gorkin), ПОУМ

## Організації
- Австрія — Червоний фронт у складі Революційної соціалістичної партії Австрії
- Великобританія — Незалежна лейбористська партія
- Німеччина — Соціалістична робітнича партія Німеччини (СРПГ), 1932—1938 роки
- Німеччина — Комуністична партія Німеччини (Опозиція), спостерігач при Бюро
- Німеччина — «Новий шлях» (опозиційна фракція всередині СРПГ), 1937—1940 роки
- Іспанія — Робітнича партія марксистського об'єднання (ПОУМ), 1935—1940 роки
- Нідерланди — Незалежна соціалістична партія, 1932—1935 роки
- Нідерланди — Революційна соціалістична партія, 1935—1940 роки
- Норвегія — Норвезька робітнича партія, 1932—1933 роки
- Палестина — Га-Авода
- Палестина — Га-Шомер га-цаїр
- Польща — Бунд
- Польща — Незалежна партія праці
- Румунія — Незалежна соціалістична партія
- США — Ліга за революційну партію робітників
- США — Незалежна трудова ліга Америки, 1939—1940 роки
- Франція — Партія пролетарської єдності, 1930—1937 роки
- Франція — Робітничо-селянська соціалістична партія, 1938—1940 роки
- Швеція — Соціалістична партія, 1933—1940 роки

Наприкінці існування Лондонського бюро до нього приєдналися грецькі археомарксисти (з 1939 року).